# Heidi Andersen
Heidi Andersen es una deportista noruega que compitió en judo. Ganó una medalla de bronce en el Campeonato Mundial de Judo de 1982 en la categoría de –66 kg.

## Palmarés internacional
| Campeonato Mundial | Campeonato Mundial | Campeonato Mundial | Campeonato Mundial |
| Año                | Lugar              | Medalla            | Categoría          |
| ------------------ | ------------------ | ------------------ | ------------------ |
| 1982               | París (Francia)    | Medalla de bronce  | –66 kg             |